# NGC 1469
NGC 1469 je galaksija u zviježđu Žirafi.

## Vanjske poveznice
- SEDS: NGC 1469